# Ermita

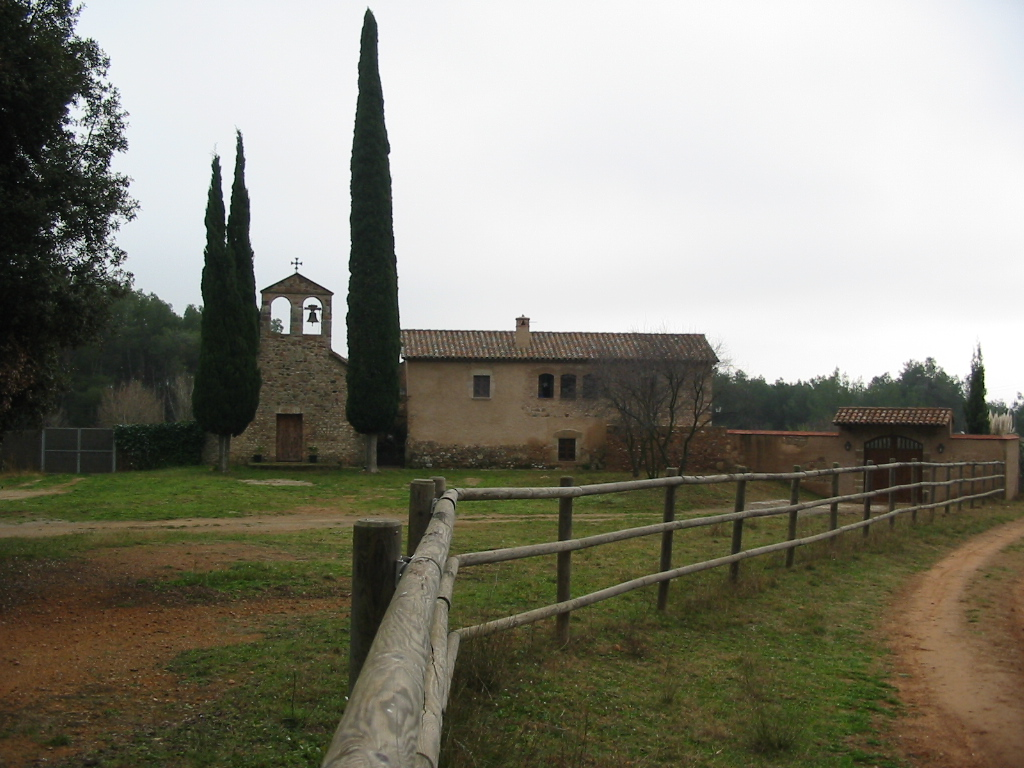
Ermita de Togores a Sabadell, Vallès Occidental

Una ermita (del llatí eremita, aquest del grec ερημίτης que ve de ἔρημος, desert, paratge sense vegetació) és una capella amb el seu altar ubicada en un lloc allunyat de les poblacions i dedicada al culte religiós, antigament hi solia haver un ermità. Actualment les ermites són solitàries (tot i que encara es pot trobar en alguna, un ermità o ermitana que hi viu). No s'han de confondre les ermites amb les capelles de masies o esglésies parroquials que ja no tenen el seu culte i resten allunyades d'una població. A Catalunya encara hi viuen alguns ermitants.